# Lill-Babs
Pour les articles homonymes, voir Svensson et Babs.
Barbro Margareta Svensson dite Lill-Babs est une chanteuse de schlager et actrice suédoise, née le 9 mars 1938 à Järvsö (Hälsingland) et morte le 3 avril 2018 à Hedvig Eleonora församling (Stockholm).

## Biographie

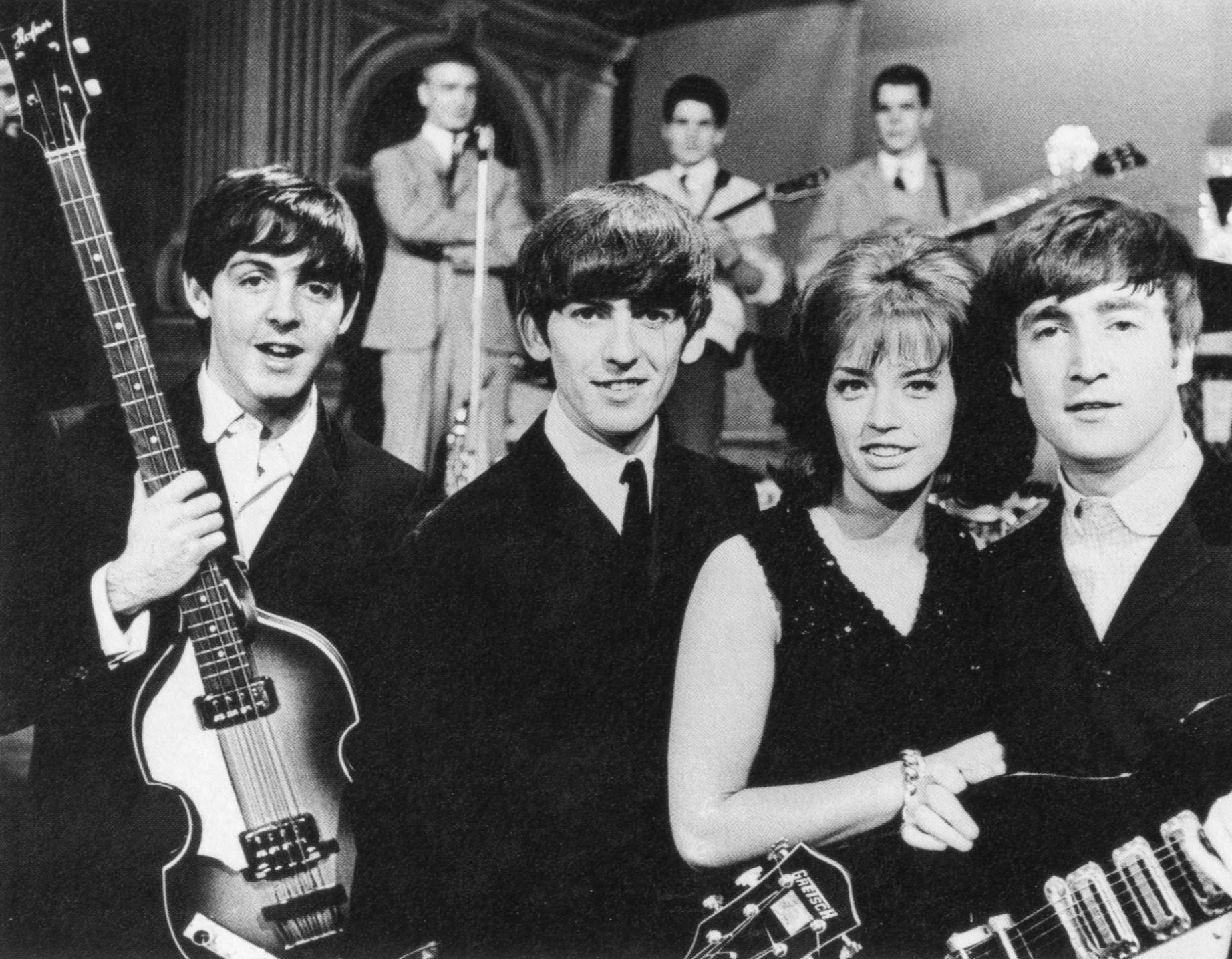
Trois des Beatles et Lill-Babs en 1963.

Lill-Babs obtient son premier succès en chantant le titre de Stig Anderson Är du kär i mig ännu Klas-Göran (Klas-Göran, es-tu encore amoureux de moi ?) en 1959. Parallèlement, elle fait du théâtre et tourne dans quelques films. En 1961, elle représente la Suède au Concours Eurovision de la chanson avec le titre April, april. Elle fait également des spectacles de cabaret. En 1963 elle rencontre les Beatles lors d'une tournée en Suède.
À partir de 1970, elle joue dans des revues et des comédies musicales. Dans les années 1980, elle travaille comme animatrice de télévision dans les émissions : Hemma hos Lill-Babs (1987), Morgonlust (1988), Vem tar vem (1990) et Coctail (1991).
Elle publie son autobiographie Hon är jag (Celle que je suis) en 1996.

## Discographie (sélection)
- Lill-Babs SPLORR-klubb (1962)
- Andere sind genauso lieb wie du (1966) - adaptation suédoise de La plus belle pour aller danser
- Hurra Hurra (1973)
- Det våras för Barbro (1975)
- Det är ju min show (1982)
- Lill-Babs i lyxförpackning (2004)
- Här är jag (2005)

## Filmographie
- Suss gott (1956)
- Fly mej en greve (1959)
- Svenska Floyd (1961)
- Pang i bygget (1965)

## Distinctions
- Médaille de Sa Majesté le Roi